# Lista de picos ultraproeminentes da Gronelândia
Esta é a lista dos 39 picos ultraproeminentes (com proeminência topográfica superior a 1500 metros) na Gronelândia e ilhas adjacentes.
| N.º | Pico                                   | Município                     | Ilha                                         | Altitude (m) | Proeminência (m) | Isolamento topográfico (km) |
| --- | -------------------------------------- | ----------------------------- | -------------------------------------------- | ------------ | ---------------- | --------------------------- |
| 1   | Gunnbjørn Fjeld                        | Sermersooq (leste)            | Gronelândia (ilha principal)                 | 3694         | 3694             | 3254.08                     |
| 2   | Ponto mais alto de Milne Land          | Sermersooq (leste)            | Milne Land                                   | 2200         | 2200             | 161.45                      |
| 3   | Stauning Alper                         | Sermersooq (leste)            | Gronelândia (ilha principal)                 | 2831         | 2181             | 163.96                      |
| 4   | Palup Qaqa                             | Qaasuitsup                    | Ilha Upernivik                               | 2105         | 2105             | 17.34                       |
| 5   | Payers Tinde                           | P. N. Nordeste da Gronelândia | Gronelândia (ilha principal)                 | 2320         | 2045             | 26.13                       |
| 6   | Perserajoq                             | Qaasuitsup                    | Gronelândia (ilha principal)                 | 2259         | 2009             | 527.23                      |
| 7   | Ponto mais alto de Renland             | Sermersooq (leste)            | Gronelândia (ilha principal)                 | 2200         | 1950             | 100.78                      |
| 8   | Ponto mais alto da Ilha Qeqertarsuaq   | Qaasuitsup                    | Ilha Disko (Qeqertarsuaq)                    | 1904         | 1904             | 32.95                       |
| 9   | Angelin Bjerg                          | P. N. Nordeste da Gronelândia | Ilha Ymer                                    | 1900         | 1900             | 43.66                       |
| 10  | Ponto mais alto da Ilha Traill         | P. N. Nordeste da Gronelândia | Ilha Traill                                  | 1884         | 1884             | 73.42                       |
| 11  | Ponto mais alto de Parnaqussuit Qavaat | Qeqqata                       | Gronelândia (ilha principal)                 | 1860         | 1820             | 36.94                       |
| 12  | Ponto mais alto de Roosevelts Fjeld PL | P. N. Nordeste da Gronelândia | Gronelândia (ilha principal)                 | 1920         | 1770             | n.d.                        |
| 13  | Ponto mais alto da ilha Storø          | Sermersooq (leste)            | Ilha Storø Gronelândia Oriental              | 1770         | 1770             | 30.49                       |
| 14  | Snehaetten                             | Qaasuitsup                    | Ilha Qeqertarsuaq (perto da ilha Upernivik ) | 1765         | 1765             | 28.85                       |
| 15  | Ponto mais alto de Helges Halvo        |                               | Helges Halvo                                 | 1750         | 1750             | 141.35                      |
| 16  | Svedenborg Bjerg                       | P. N. Nordeste da Gronelândia | Ilha da Sociedade de Geografia               | 1730         | 1730             | 24.21                       |
| 17  | Ponto mais alto de Hahn Land           |                               | Gronelândia (ilha principal)                 | 1744         | 1694             | 347.09                      |
| 18  | Agpalik                                |                               | Gronelândia (ilha principal)                 | 1690         | 1690             | 44.63                       |
| 19  | Ponto mais alto de Nuussuaq            | Qaasuitsup                    | Gronelândia (ilha principal)                 | 2144         | 1669             | 83.79                       |
| 20  | Hardersbjerg                           |                               | Gronelândia (ilha principal)                 | 1679         | 1658             | 56.16                       |
| 21  | Klosterbjerge                          |                               | Gronelândia (ilha principal)                 | 2410         | 1635             | 38.83                       |
| 22  | Qingagssat Qaqit                       |                               | Gronelândia (ilha principal)                 | 1782         | 1632             | 23.39                       |
| 23  | Ponto mais alto da ilha Storø          | Sermersooq (oeste)            | Ilha Storø Gronelândia Ocidental             | 1616         | 1616             | 27.11                       |
| 24  | Agssaussat                             |                               | Gronelândia (ilha principal)                 | 2140         | 1615             | 18.06                       |
| 25  | Kloftbjerge                            |                               | Gronelândia (ilha principal)                 | 2163         | 1613             | 69.78                       |
| 26  | Ejnar Mikkelsen Fjeld                  |                               | Gronelândia (ilha principal)                 | 3308         | 1608             | 17.16                       |
| 27  | Ponto mais alto de Schweizerland       |                               | Gronelândia (ilha principal)                 | 1680         | 1605             | 95.32                       |
| 28  | Ponto mais alto da ilha Clavering      | P. N. Nordeste da Gronelândia | Ilha Clavering                               | 1604         | 1604             | 77.07                       |
| 29  | Margaretatopp                          |                               | Gronelândia (ilha principal)                 | 2360         | 1585             | 50.88                       |
| 30  | Pautuut                                |                               | Gronelândia (ilha principal)                 | 2010         | 1585             | 45.72                       |
| 31  | Agdleruussakasit                       |                               | Gronelândia (ilha principal)                 | 1763         | 1585             | 5.87                        |
| 32  | Monte Forel                            | Sermersooq (leste)            | Gronelândia (ilha principal)                 | 3391         | 1581             | 358.99                      |
| 33  | Blaskbjerg                             |                               | Gronelândia (ilha principal)                 | 1600         | 1575             | 17.46                       |
| 34  | Kinaussak                              |                               | Gronelândia (ilha principal)                 | 1630         | 1555             | 88.31                       |
| 35  | Ponto mais alto de Gaaseland           |                               | Gronelândia (ilha principal)                 | 2100         | 1550             | 75.00                       |
| 36  | Ponto mais alto da ilha Cristiano IV   | Kujalleq                      | Ilha Cristiano IV                            | 1549         | 1549             | 35.55                       |
| 37  | Favres Bjerg                           |                               | Gronelândia (ilha principal)                 | 2000         | 1546             | 117.13                      |
| 38  | Johnstrup Bjerge                       |                               | Gronelândia (ilha principal)                 | 2000         | 1540             | 30.92                       |
| 39  | Berzelius Bjerg                        |                               | Gronelândia (ilha principal)                 | 1810         | 1535             | 38.45                       |

## Galeria

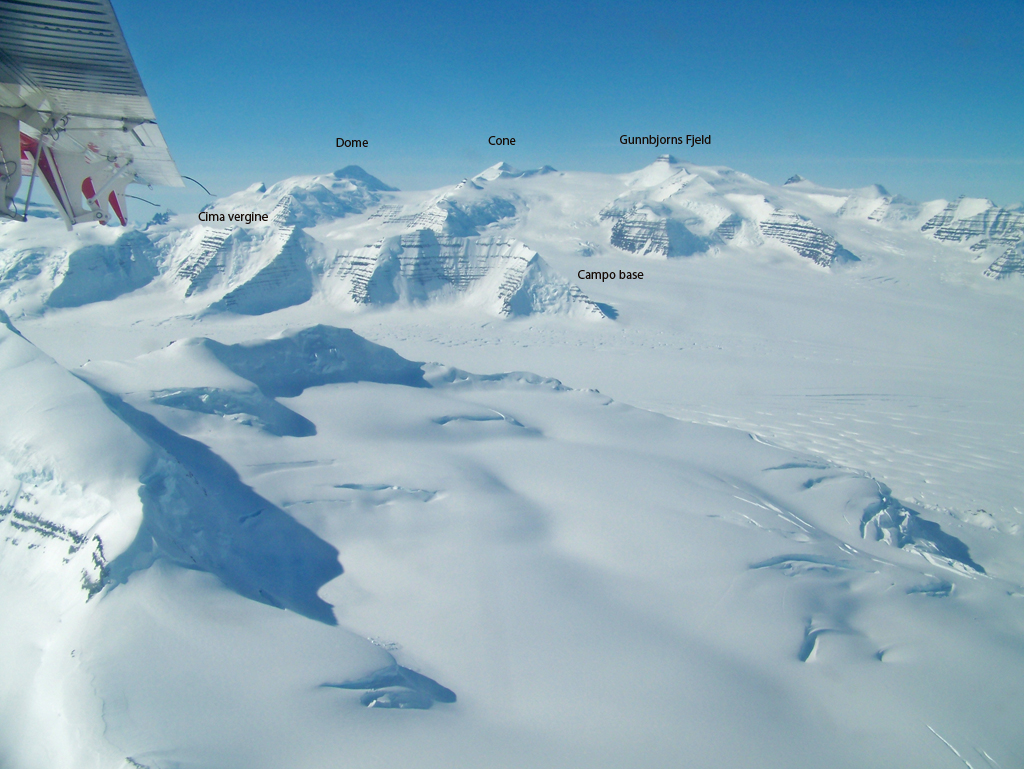
Cume do Gunnbjørn Fjeld - o ponto mais alto da Gronelândia, de Kalaallit Nunaat, do Reino da Dinamarca e do Ártico.